# Green River (přítok Colorada)
Green (anglicky Green River) je řeka ve státech Utah, Colorado a Wyoming na západě USA. Je 1180 km dlouhá. Povodí má rozlohu 116 500 km².

## Průběh toku
Pramení v pohoří Wind River Range. Převážně protéká po dnech hlubokých horských soutěsek a jen místy se dolina rozšiřuje. Je pravým přítokem Colorada.

## Vodní stav
Nejvyšších vodních stavů dosahuje na jaře a v létě. Průměrný roční průtok vody na dolním toku u města Green River činí přibližně 200 m³/s, maximální přibližně 2000 m³/s a minimální přibližně 10 m³/s.

## Využití
Na řece byly vybudovány vodní elektrárny a přehradní nádrže, z nichž je největší Strawberry. V povodí řeky je největší naleziště ropných břidlic na světě.